# Strasshof an der Nordbahn
Strasshof an der Nordbahn är en ort och kommun  i Österrike. Den ligger i distriktet Gänserndorf i förbundslandet Niederösterreich, 25 km nordost om huvudstaden Wien.